# Дивізійська волость
Дивізійська волость — історична адміністративно-територіальна одиниця Аккерманського повіту Бессарабської губернії.
Станом на 1886 рік складалася з 3 поселень, 3 сільських громад. Населення — 5123 особи (2812 чоловічої статі та 2311 — жіночої), 688 дворових господарств.
|                     | Площа, десятин | У тому числі орної, дес. |
| ------------------- | -------------- | ------------------------ |
| Сільських громад    | 13038          | 10109                    |
| Приватної власності | 6369           | 3635                     |
| Казенної власності  | —              | —                        |
| Іншої власності     | —              | —                        |
| Загалом             | 19407          | 13744                    |

Поселення волості:
- Дивізія — село при балці Аржидер за 30 верст від повітового міста, 2326 осіб, 285 дворів, православна церква, школа, лавка.
- Кібабча — село при балці Алкалія, 1771 особа, 273 двори, православна церква, 3 лавки.
- Сергіївка — село при балці Аржидер, 1126 осіб, 170 дворів, православна церква, лавка.